# Annette Lindwall
Annette Lindwall är en svensk pop- och dancesångerska. Hon är känd för sin hitsingel "Runaway" från 1992, producerad av Anders Hansson och Douglas Carr.

## Diskografi - singlar
- Runaway (1992)
- Shout To The World (1993)
- I Believe (Life Can Be Kind) (1995)
- Heaven Knows Your Name (1995)
- Are You Ready (1996)